# 실바뉘 올랭피오
실바뉘 에피파니오 올랭피오(프랑스어: Sylvanus Epiphanio Olympio, 1902년 9월 6일~1963년 1월 3일)는 토고의 초대 대통령이자 민족주의 정치가로 1960년대 숱한 아프리카의 쿠데타 중 첫 번째로 희생된 대통령이다.
토고의 연합위원회 지도자로서 1946년 제1차 지역의회 의장으로 선출되었고 1947년 비폭력적으로 프랑스 식민지 행정부와 마찰을 빚었다. 당시 영국령 토고와 프랑스령 토고에 나눠 살고 있던 에웨족을 통일시키려고 했으나 1956년 영국령 토고가 국민 투표를 통해 가나와 합칠 것을 정하자 그의 희망은 좌절되었다.
1952년~1958년 공직에서 물러났고 그 사이 1956년 토고가 자치 정부로 독립해 그의 경쟁자 니콜라 그뤼니츠키를 총리로 선출했고 1960년 완전히 독립했다. 1961년 자신도 초대 대통령으로 선출되어 점점 독재주의로 치닫아 많은 국민들이 분노했고 한때 올랭피오를 지지했던 젊은 세력들이 극단주의적 단체인 주벤토에 몸담았다.
이에 1963년 초 대대적인 탄압을 시작해 주벤토의 지도자 몇 명을 억류시키고 그 외의 반정부 인사들이 국외로 망명했으나 1월 3일 냐싱베 에야데마가 일으킨 최초의 아프리카 쿠데타로 암살당했다.
이후 니콜라 그뤼니츠키 총리가 2일 동안 권력 대행을 하다가 에마뉘엘 보졸레에게 대통령직을 넘겼다.

## 역대 선거 결과
| 선거명      | 직책명        | 대수 | 정당        | 득표율  | 득표수    | 결과 | 당락 |
| ----------- | ------------- | ---- | ----------- | ------- | --------- | ---- | ---- |
| 1961년 선거 | 토고의 대통령 | 1대  | 토고 통합당 | 100.00% | 560,938표 | 1위  |      |